# Pariadens
Pariadens — рід сумчастоподібних ссавців, які мешкали в Північній Америці під час крейдового періоду.
Види:
- Pariadens kirklandi
- Pariadens mckennai